# Isabelle de Coimbra
Isabelle de Coimbra, ou Isabelle de Portugal, née le 1er mars 1432 et morte le 2 décembre 1455, est une infante portugaise et reine de Portugal en tant que première épouse d'Alphonse V, roi du Portugal.

## Biographie
Isabelle était une fille de l'infant Pierre de Portugal, Ier duc de Coimbra, et d'Isabelle d'Urgell, duchesse de Coimbra. Son grand-père paternel était Jean Ier, roi de Portugal et son grand-père maternel était le comte Jacques II d'Urgell.
Le père d'Isabelle fut régent jusqu'à la majorité de son cousin Alphonse V. Isabelle et Alphonse tombèrent amoureux puis se fiancèrent en 1445, causant ainsi un conflit entre Pierre de Portugal et le duc Alphonse Ier de Bragance, qui souhaitait unir le monarque et sa petite-fille. Pour son mariage, Isabelle reçut les villes de Santarém, Alvaiázere, Sintra et Torres Vedras.

### Mariage et descendance
Isabelle et Alphonse V se marièrent le 6 mai 1447, tous deux étaient alors âgés de quinze ans.
Ils eurent trois enfants :
- Jean, Prince de Portugal (né le 29 janvier 1451)
- Jeanne, Princesse de Portugal (6 février 1452 - 12 mai 1490). Connue sous le nom de sainte Jeanne de Portugal, elle fut béatifiée[2] en 1693 par le pape Innocent XII.
- Jean II de Portugal (3 mars 1455 - 25 octobre 1495) qui succéda à son père en tant que treizième roi de Portugal.

### Fin de vie
En 1448, le roi prit  Alphonse Ier de Bragance comme conseiller. Le père d'Isabelle mourut (peut-être assassiné) et son frère Jean de Coimbra dut partir en exil. Elle-même ne tomba pas en disgrâce et se chargea de la gestion du duché de Coimbra jusqu'au retour de son frère, en 1454. En 1455, Isabelle vit son père, blanchi par la justice, honoré lors d'une grande cérémonie et le fit réenterrer de façon grandiose. Isabelle mourut peu de temps après, probablement empoisonnée. Elle est enterrée au Monastère de Batalha, Portugal.